# Monte Vélia

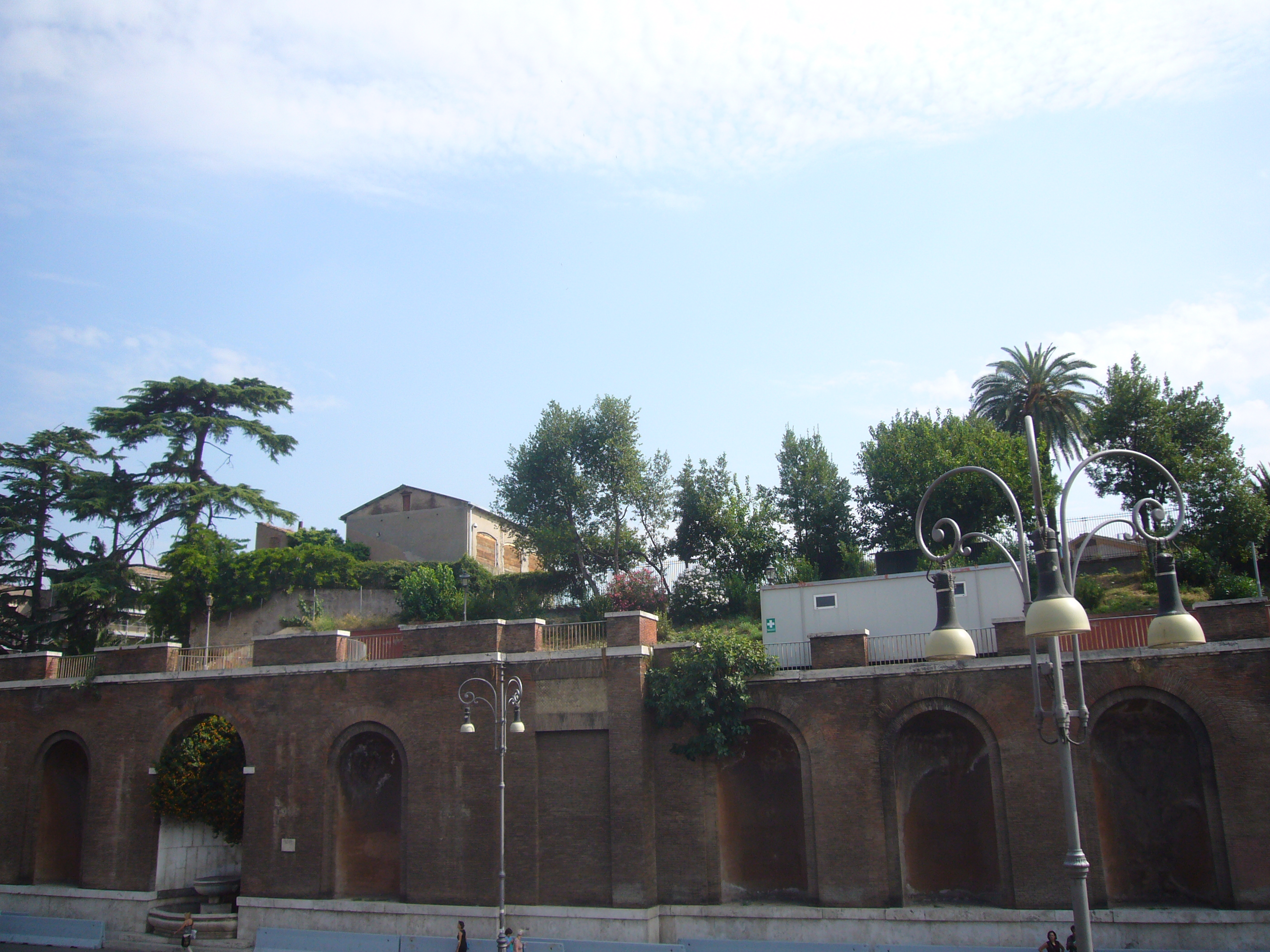
Muro de contenção que separa a Via dei Fori Imperiali das ruínas do Palazzo Silvestri-Rivaldi, mostrando a diferença de nível que foi desbarrancada na década de 1930.

Vélia (em latim: Velia ou Veliae; em italiano:  Velia) é uma selada ou um esporão que avança do meio da face norte do monte Palatino na direção do monte Ópio, este também um esporão do monte Esquilino, em Roma. Na Antiguidade Tardia, o Vélia foi chamado de Summa Sacra Via ("cume da Via Sacra") — ali a via atingia seu ponto mais alto. A colina foi em grande parte desbarrancada na década de 1930 para permitir a abertura da Via dei Fori Imperiali, com um grande muro de contenção visível no limite nordeste da via sustentando o que restou.
Uma teoria alternativa defende que o Vélia seria, na verdade, a metade oriental do Palatino. 

## História
O Vélia — o significado e a derivação do termo "Velia" são tão incertos hoje como eram na Antiguidade — era reconhecido como uma das sete colinas sobre as quais o Septimôncio era celebrado e seu nome aparece mais frequentemente no singular, mas também no plural (Veliae). Juntamente com o Palatino, estava compreendida numa das quatro regiões da antiga cidade de Roma determinadas pelo rei Sérvio Túlio.

## Descrição
A colina foi descrita por Dionísio de Halicarnasso como "alta e íngreme" (ὑψηλὸν ἐπιεικῶς καὶ περίτομον). Um túmulo primitivo encontrado em 1908 perto do Arco de Tito está a cerca de 28 metros acima do nível do mar ao passo que solo intacto foi encontrado na parte mais baixa do vale ocupado pelo Fórum Romano a 3,6 metros de altitude e, no caso da escavação realizada no Sepulcretum, 10,63 metros. A altura original do Vélia pode ter sido diminuída pela construção da Casa Dourada de Nero na década de 60.
No que restou da colina depois do nivelamento (compreendida, a grosso modo, no triângulo formado pelas modernas Via Cavour, Via dei Fori Imperiali e Via degli Annibaldi) estão, atualmente os restos do Templo de Vênus e Roma e da Basílica de Maxêncio de um lado e o que resto dou Palazzo Silvestri-Rivaldi e de seu jardim do outro.
No Vélia ficava a residência de Públio Valério Publícola, que o próprio mandou demolir numa única noite assim que soube que entre o povo corria um rumor de que ele tinha a intenção de se tornar rei. No lugar de sua casa foi construído um templo dedicado à deusa Vica Pota. Ao lado da casa estava também o seu túmulo, que ele recebeu permissão para construir, de forma excepcional, dentro do pomério.